# Amegilla thorogoodi
Amegilla thorogoodi es una especie de abeja excavadora perteneciente al género Amegilla, categorizada en la tribu Anthophorini, de la subfamilia Apinae. Fue descrita científicamente por el entomólogo australiano Percy Tarlton Rayment en 1939.
La hembra mide 13,5 mm de longitud, las alas anteriores 9 mm; el macho mide 13 mm de longitud y las alas anteriores 8 mm.

## Distribución
Se distribuye por Australia, en los estados de Nueva Gales del Sur y Queensland, también en Papúa Nueva Guinea.